# Mojżesz Alszech
Mojżesz (Mosze) Alszech (hebr. משה אלשיך; znany pod akronimem Alszech ha-Kadosz) (ur. 1508 w Adrianopolu; zm. 1600 w Safedzie) – rabin, kabalista, działający w XVI wieku w Safedzie.

## Życiorys
Alszech urodził się w 1508 roku w Adrianopolu, w północno-zachodniej Turcji. Był uczniem słynnego rabina Józefa Karo. Później przeniósł się do Salonik w Grecji, gdzie był uczniem rabina Józefa Taitacaka. W 1535 roku wyjechał do Palestyny, będącej wówczas częścią Imperium osmańskiego. Zamieszkał w Safedzie w Górnej Galilei. Safed był w owym czasie centrum żydowskiego mistycyzmu skupionego wokół kabały. Został wyświęcony (smicha) przez Józefa Karo, i przez długie lata sprawował funkcje w sądzie rabinicznym w Safedzie. Około 1590 roku udzielił smichy rabinowi Chaimowi Witalowi. W 1600 roku zmarł i został pochowany na starym cmentarzu w Safedzie.

## Dzieła
Jego komentarze do Tory i Newiim cieszyły się dużą popularnością, głównie z powodu silnego nacisku, jaki Alszech kładł na cnotliwe i pobożne życie. Komentarze te obfitowały w liczne odniesienia do Talmudu i kabalistycznej księgi „Zohar”, przy jednoczesnych skąpych odnośnikach do innych komentarzy.

## Znaczenie
Rabin Mojżesz Alszech był wybitnym rabinem i komentatorem Tanach. Otrzymał akronim „Alszech ha-Kadosz” (pol. Święty Alszech lub Wielki Alszech). W całej żydowskiej historii tylko kilku rabinom przyznano przydomek „ha-Kadosz”. Obok Alszecha byli to: Jeszaja Horowic (Szela ha-Kadosz), Izaak Luria (Arizal ha-Kadosz) i Chaim ibn Attar (Or ha-Chajjim ha-Kadosz).